# 海狸香

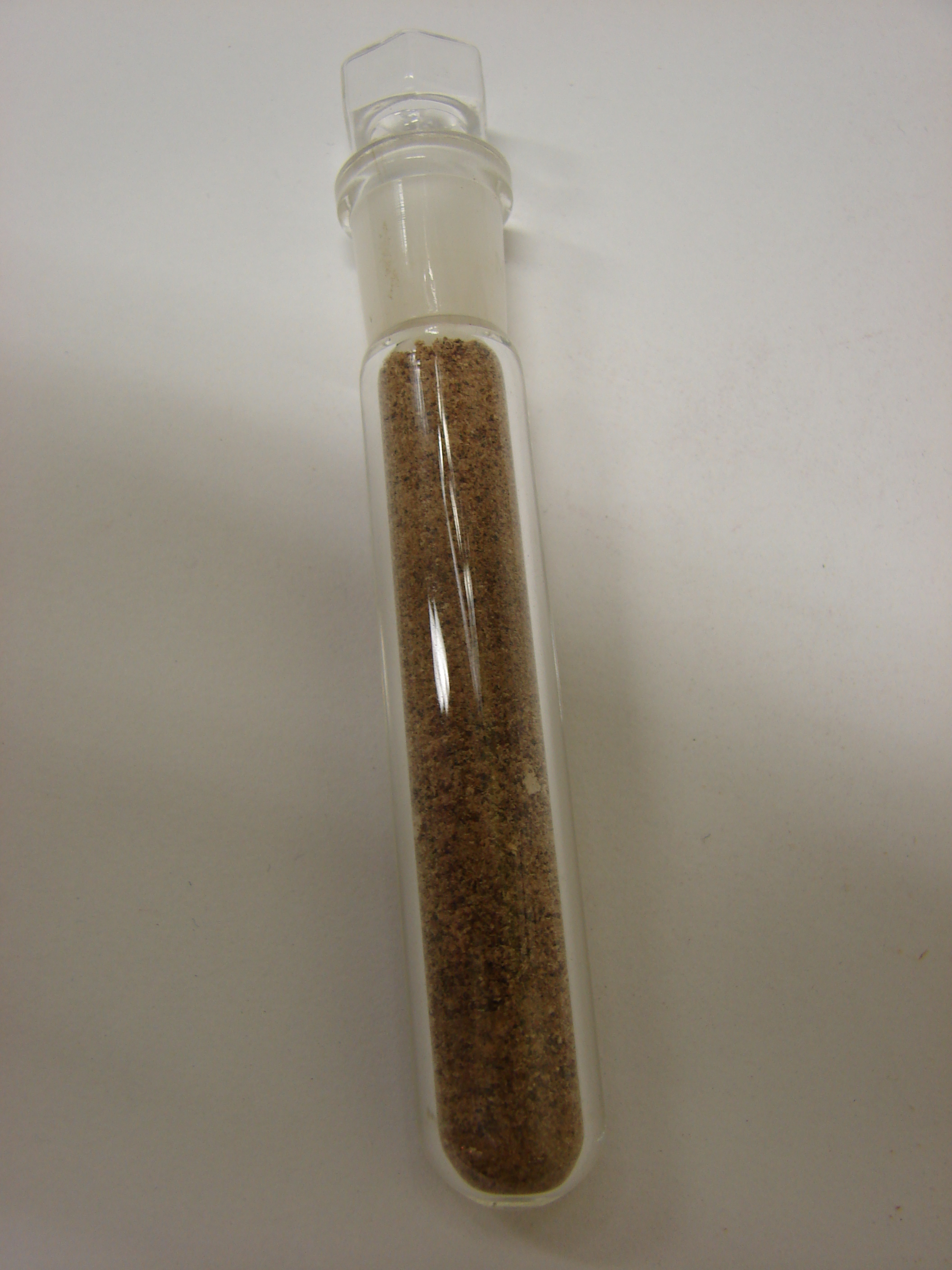
海狸香

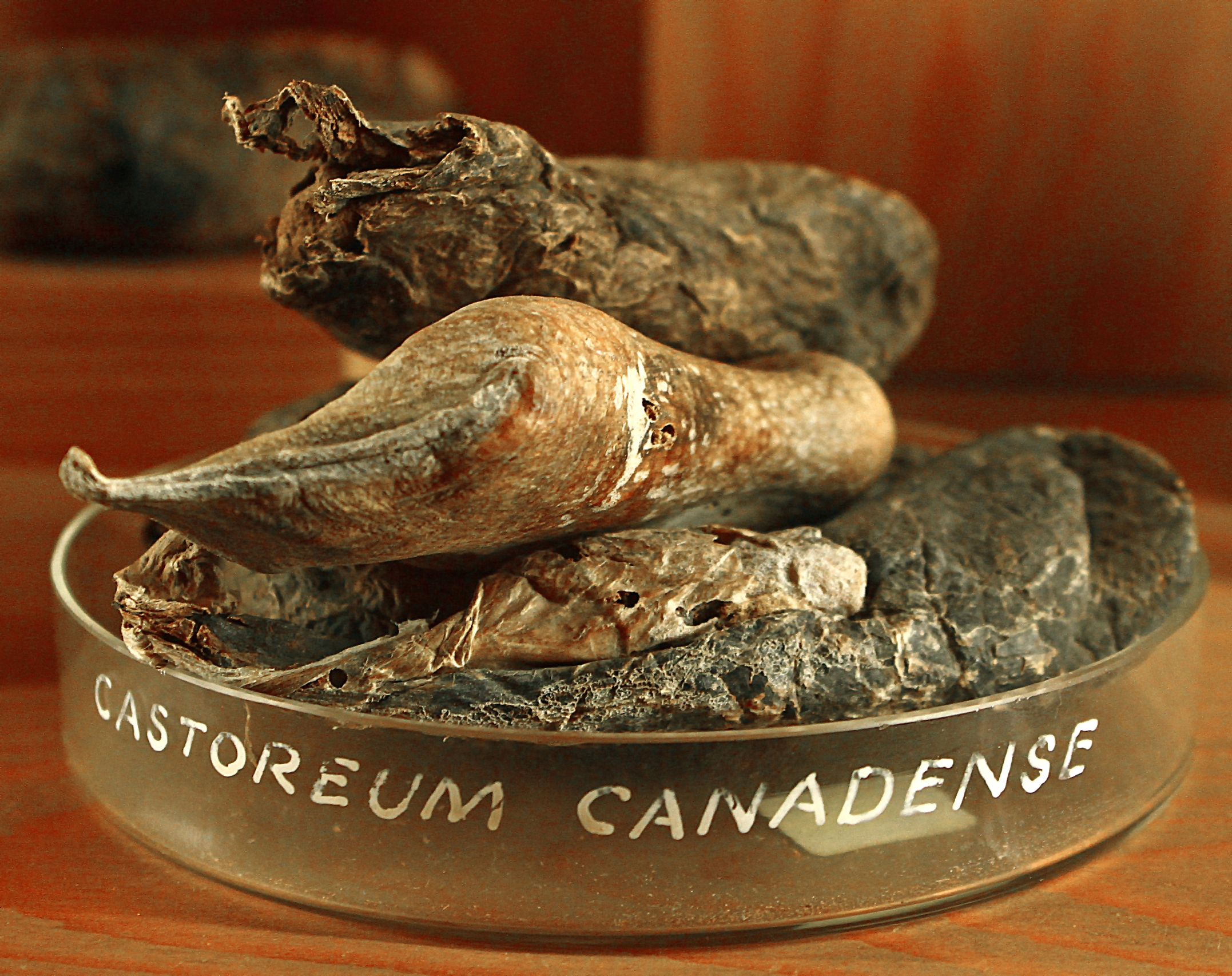
ビーバーの香嚢の標本

海狸香（かいりこう）、もしくはカストリウム (英語：Castoreum) は、ビーバーの持つ香嚢から得られる香料である。
ビーバーはオス、メスともに肛門の近くに一対の香嚢を持っており、香嚢の内部には黄褐色の強い臭気を持つクリーム状の分泌物が含まれている。
この分泌物を燻したり天日干しで乾燥させて粉末状にしたものが海狸香である。
これをアルコールに溶解させてチンクチャーとしたり、有機溶剤で抽出してレジノイド、さらにアルコールで抽出してアブソリュートとして使用する。
ビーバーにはヨーロッパビーバーとアメリカビーバーがいるが、どちらも同じように海狸香が得られる。

## 歴史
海狸香の使用の歴史は、麝香、霊猫香、龍涎香といった他の動物性香料に比べるとずっと新しい。
19世紀まではビーバーを毛皮を獲るために捕獲する際に、捕獲罠に塗る誘引剤として使用されていた。
その後、香水用素材としての有用性が認められ、商業取引されるようになった。
レザーノートと呼ばれる皮革様の香りを出すために香水に主に使用されていた。
ビーバーが乱獲により著しく生息数が減少したため、一時期絶滅のおそれのある野生動植物の種の国際取引に関する条約（ワシントン条約）により取引が禁止された。
そのため合成香料による代替が進められ、高価であることもあって使用量は少なくなっている。

## 成分
ヨーロッパビーバー由来の海狸香とアメリカビーバー由来の海狸香では若干香りの質が異なっているとされる。
ヨーロッパビーバー由来のものの方が皮革様の香りが強く品質的には高いとされている。
アメリカビーバー由来のものは樹脂様の香りがする。
この香りの違いは、ビーバーの食性の違いによるものという説がある。
毛皮を獲るために捕獲されたビーバーは主にアメリカビーバーのものであったため、市場での流通量はアメリカビーバー由来のものの方が多かった。
成分はクレオソール、グアイアコールなどのフェノール系化合物が特徴である。
また、カストラミンをはじめとするキノリジジン骨格を持つ一群のアルカロイドが含まれている。
その他、トリメチルピラジンやテトラヒドロキノキサリンなどのヘテロ芳香族化合物が含まれている。

## 用途
香料、食品添加剤に使用された。
その他、中世の養蜂では、海狸香を使用すると蜂蜜が増えると信じられた。海狸香には抗菌物質が含まれており、海狸香を焚くことで蜂を病気や害虫から保護した可能性がある。
医療としても使われた。ローマ時代では、中絶のため、てんかんの緩和に使用された。中世では、頭痛、ヒステリー、性不能症の改善に使用された。